# 살라 카만가
살라 카만가(Salar Kamangar, 1977년 ~ )는 구글의 이란계 미국인 임원이자 구글의 유튜브 브랜드의 전 CEO이다.
테헤란에서 태어나 스탠퍼드 대학교에서 생물과학 학사 학위를 받았고 구글에 9번째 직원으로 채용되었다. 1998년 스탠퍼드를 졸업한 뒤 합류했다.